# Skottgrundet
Skottgrundet is een Zweeds eiland behorend tot de Pite-archipel. Het eiland ligt ten westen van het noorden van Sandön. Het heeft geen oeververbinding en er staan enkele zomerhuisjes op.